# Disa forcipata
Disa forcipata är en orkidéart som beskrevs av Rudolf Schlechter. Disa forcipata ingår i släktet Disa och familjen orkidéer. Inga underarter finns listade i Catalogue of Life.